# حارة النفيش (صنعاء)

تعديل مصدري - تعديل

حارة النفيش هي إحدى حارات حي السواد بضواحي الأمانة مديرية سنحان وبني بهلول، بلغ تعداد سكانها 867 نسمة حسب تعداد اليمن لعام 2004.